# Bertina Lopes
Bertina Lopes (11 tháng 06 năm 1924 – 10 tháng 02 năm 2012) là một họa sĩ và nhà điêu khắc người Mozambique. Lopes luôn thể hiện một tráng thái sâu sắc của Châu Phi được dấu kín với những mảng màu sắc bão hòa và tác phẩm táo bạo – giống như con số và dạng hình khối. Bà ấy "đã nhấn mạnh những lời chỉ trích xã hội và lòng nhiệt thành dân tộc mà đã ảnh hưởng đến những nghệ sĩ Mozambique khác trong thời đại của bà".
Bertina rất có tầm quan trọng trong những chương trình nghệ thuật vì cô còn trả lệ phí cho Picasso, một trong những gương mặt lớn trong lĩnh vực nghệ thuật và những bức vẽ nổi tiếng.. Trong suốt quãng thời gian Picasso's trải qua, Lopes đã vinh danh với một bức tranh mãnh liệt mà tượng trưng cho sự chế phục chính trị mà Picasso đã chiến đấu ở Tây Ban Nha .

## Chuyên nghiệp
Bertina trở lại Mozambique trong những năm 1953–1959, nơi bà đã giảng dạy trong chín năm với công tác dạy Vẽ nghệ thuật tại Trường Kỹ thuật General Machado Girls. Mặc dù Lopes rất được ưa chuộng vì kỹ năng giảng dạy đầy sáng tạo của cô, nhưng điều này lại mâu thuẫn với các quy tắc của trường phía sau nghệ thuật.

## Giải thưởng
1950 – Giải thưởng hội họa, Lourenço Marques (Mozambique)
1953 – Huy chương Bạc, Lourenço Marques (Mozambique)
1953 – Giải thưởng SDK hiện đại
, Lda., Lourenço (Mozambique)
1958 – Đạt Hạng Nhất (Bằng khen nghệ thuật cao nhất), Beira (Mozambique)
1974 – Fạo Trullo D'Oro, Fasano di Puglia (Brindisi)
1974 – Giải thưởng Mamma Về Nghệ thuật. Của cộng đồng Sant'Egidio, Rome
1975 – Giải thưởng hội họa quốc tế "Trung tâm quốc tế cuủa văn hóa và nghệ thuật Địa Trung Hải", Corfu (Hy Lạp)
1978 – "Lãnh đạo của nghệ thuật. Campidoglio", Rome
1986 – Venere Keyboardrgento, Erice, (Trapani)
1998 – "Fra Angelico", Giải thưởng quốc tế, Rome
2002 – Huy chương bạc của Tổng thống Cộng hòa Ý